# Filosofia medieval

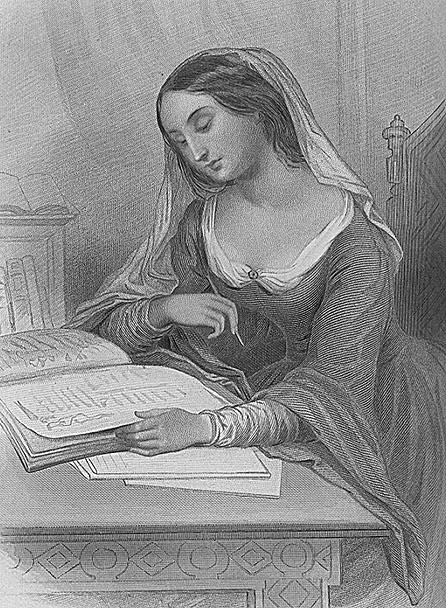
Retrato do século XIX da filósofa francesa Heloísa de Argenteuil

A filosofia medieval é uma tradição e um período da história da filosofia, formada pela convergência de filosofias cristãs latinas, árabes ou islâmicas, judias, e também, em menor medida, filosofias persas e bizantinas - escritas em latim, árabe, grego, hebreu e farsi. Tem seu início em torno do século VIII, com variações cronológicas dependendo do local, e por vezes com poucas distinções em relação ao período helenístico anterior. Já seu fim não possui ponto exato, coincidindo com a chamada filosofia renascentista, e preservando referências, técnicas e temas, em alguns locais, ao longo dos séculos XVI e XVII.
A característica distintiva das filosofias medievais é o interesse em integrar a doutrina da revelação com a racionalidade filosófica e científica, ou, em outras palavras, fazer da filosofia uma auxiliar da teologia, nesse sentido, a base comum da religiosidade monoteísta e abraâmica apresentava aberturas de diálogo entre as várias tradições. O problema da fé e sua relação com a racionalidade também deu origem à elaborações não-integrativas - que rejeitam a filosofia, afirmando uma fidelidade total à fé, ou, alternativamente, subordinando a fé à filosofia. No entanto, a maioria dos filósofos sustentou diferentes formas de conciliação entre ambos. A preponderância do religioso implicou que poucos pensadores do período se considerassem propriamente filósofos, principalmente na cristandade latina, definindo-se mais frequentemente como teólogos. Além disso, é caracterizada pela herança comum da filosofia grega antiga, especialmente através do neoplatonismo tardio, ainda que, também, possua uma influência dominante do aristotelismo. Todas as correntes da filosofia medieval se desenvolvem de maneira profundamente interconectada, com filósofos judios inspirando-se nas elaborações dos árabes, e filósofos cristão influenciados pelos comentários e traduções árabes dos gregos antigos, ainda que outras partes, como os bizantinos, fossem mais isoladas.

## Herança da Antiguidade
As dificuldades de transmissão da filosofia antiga foram determinantes na compreensão que os medievais formaram do pensamento dos filósofos e escolas do passado. A escassez inicial de escritos primários, comentários e histórias, e o crescente acesso no momento tardio do período medieval, influenciaram o repertório, as ênfases e as metodologias utilizadas nos diferentes contextos e momentos da filosofia medieval. O acesso à obra de Platão foi, por muito tempo, limitado à uma tradução incompleta de apenas um diálogo, o Timeu, considerado um dos diálogos menos filosóficos do autor, desenvolvendo, na maior parte, explicações metafóricas da cosmologia. Os escritos de Aristóteles fora da lógica só se tornaram disponíveis na metade do século XII. O conhecimento da filosofia antiga dependia, portanto, de tratados e materiais didáticos da antiguidade tardia, principalmente os escritos dos Platonistas latinos e dos trechos mais filosóficos dos Pais da Igreja.

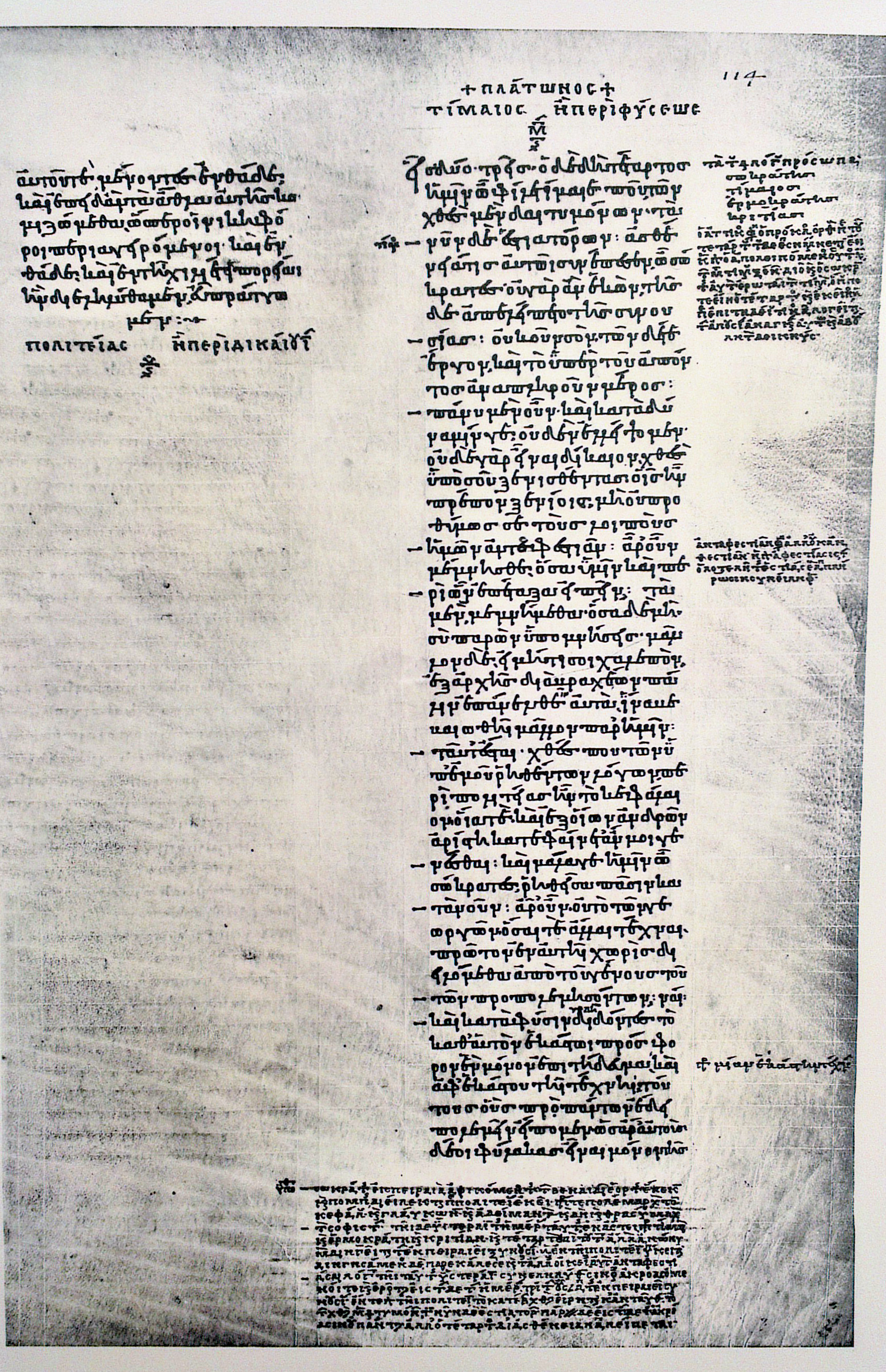
Versão do diálogo platônico Timeu - Codex Parisinus graecus 1807

A sobrevivência do Timeu, por sua vez, é resultado do fascínio que o diálogo causava no público romano, sendo o mais popular da antiguidade, inclusive entre os platonistas, que admiravam seu conteúdo metafórico e místico apesar do déficit em argumentação e raciocínio filosófico que o torna pouco representativo da filosofia de Platão. Já Aristóteles, que desenvolveu uma metodologia filosófica bastante distinta, conquistou poucos seguidores diretos na antiguidade, destacando-se mais por sua influência indireta, principalmente de sua lógica, em outras escolas, como o próprio platonismo, o que resultou, entretanto, numa adaptação de sua filosofia ao princípios metafísicos dessas mesmas escolas, descaracterizando-a consideravelmente. O conceito de nous presente na filosofia de Aristóteles é um examplo de assimilação por parte do neoplatonismo.
Importantes ideias filosóficas da antiguidade foram inicialmente, nos primórdios do período medieval, transmitidas por menções passageiras de textos literários, retóricos e frequentemente pouco sistemáticos. É o caso dos textos ecléticos de Cícero, que em seu Tusculanae Disputationes apresenta uma versão bastante heterodoxa do platonismo. Sêneca, igualmente, retorna frequentemente às elaborações filosóficas gregas na exposição de suas ideias. Apuleio apresenta ideias platônicas em seu De dogmate Platonis, que esteve disponível aos filósofos medievais. Calcídio, tradutor da versão preservada do Timeu, juntava às suas traduções longos comentários que demonstram a influência de filósofos anteriores, especialmente neoplatônicos. Numênio de Apameia, um filósofo grego pitagórico, teve também texto preservadores que seviram de referência sobre ideias que foram igualmente influentes na formação do neoplatonismo. A importância dessas fontes sobre a filosofia medieval é difícil de ser estipulada, dado a brevidade da menções, e a conjunto pouco coerente que formavam. Foram, mais provavelmente, interpretadas à luz do neoplatonismo tardio mais familiar ao medievais.

## Neoplatonismo
A filosofia de Plotino representou uma convergência de muitos elementos da filosofia antiga em seu período tardio. Seu pensamento, reunido nas Enéadas por Porfírio, com algumas modificações, foi amplamente popularizado naquele momento. Ainda que a obra não estivesse disponível aos primeiros filósofos medievais, sua influência indireta se fez sentir pela impressão que causou em toda filosofia imediatamente posterior.
Um marco do pensamento de Plotino é a mobilização do conceito de nous da filosofia grega, traduzido como intelecto, numa certa hierarquia da realidade em que o Uno constituia a escala superior, subordinando o próprio intelecto em razão de sua dualidade. O Uno, para Plotino, é o princípio absolutamente simples e unitário, por isso mesmo ilimitado em sua constituição. Nesse sentido, o nous é derivado do intelecto, um processo também chamado de emanação, do qual, por sua vez, deriva-se também a alma. Esses três formam os níveis da realidade. Em certo sentido, a filosofia de Plotino é mística, por avançar ideias que não podem ser compreendidas por formulações discursivas - ainda que procedendo por métodos de especulação filosófica que partem do pensamento platônico, os elementos místicos e religiosos, presentes metaforicamente nos escritos de Platão, e mais intensamente investidos por gerações subsequentes de platonistas, são radicalizados por Plotino e tornados explícitos.
As vias de transmissão da filosofia neoplatônica - os textos didáticos que demonstram maior influência de Porfírio, como os comentários escritos por Calcídio e Macróbio; os autores cristãos gregos e latinos, como Boécio, que seguiram um neoplatonismo influenciado pelos sucessores de Porfírio; e os Pais da Igreja latinos, como Agostinho de Hipona, que leu diretamente tanto Plotino quanto Porfírio. É dessa última via que o legado neoplatonista receberá sua maior reelaboração criativa, que irá enfatizar, acima de qualquer conceito, a compreensão da relação entre filosofia e religiosidade presente nessa tradição. Já na vertente patrística grega, o neoplatonismo tornou-se muito representado pelos escritos de Pseudo-Dionísio, o Areopagita. Foi em grande parte pela influência indireta de Pseudo-Dionísio, o Areopagita, que Proclo tornou-se o neoplatônico cujo pensamento foi o mais decisivo e dominante na trajetória do platonismo na Idade Média, principalmente a partir da alta escolástica.

## Patrística

### Agostinho de Hipona
O aparecimento de Agostinho de Hipona (354 - 430) seria crucial para a filosofia cristã. Agostinho de Hipona reconciliou a filosofia grega com a fé cristã, retomando de Plotino o tema das três naturezas e identificando-as com as três pessoas da Trindade cristã, mas concebendo sua relação processional não mais em um sentido degradante, mas em uma perspectiva de igualdade-consubstancialidade. Para Agostinho, fé e razão não estavam em oposição, mas em uma relação complementar. A fé precede a razão, mas esta é importante para confirmar a fé e, portanto, eram dois campos que precisavam ser equilibrados e complementados. Agostinho anteciparia Descartes sustentando que a mente, enquanto em dúvida, está ciente de si mesma: se estou iludido, existo (Si enim fallor, sum). Como a percepção do mundo externo pode levar ao erro, o caminho da certeza é a interioridade que, por um processo de iluminação, se encontra com as verdades eternas e com o mesmo Deus que, segundo ele, está no mais íntimo de cada um. Ele foi um dos primeiros autores cristãos com uma visão clara sobre a antropologia teológica. Ele via o ser humano como uma unidade perfeita de alma e corpo, e também estabeleceu que existe uma Igreja com duas realidades: o aspecto visível (a hierarquia institucional, os sacramentos e os leigos) e o aspecto invisível (as almas). Ele ensinou que Deus ordena todas as coisas enquanto preserva a liberdade humana e afirmou que os cristãos devem ser pacifistas como uma postura filosófica pessoal, embora em caso de lesão grave a defesa de si mesmo ou de outros possa ser uma necessidade, especialmente quando autorizada por uma autoridade legítima. Agostinho rompe com o tempo cíclico defendido por filósofos como Platão e levanta reflexões sobre a história e o tempo onde há um começo e um fim.

## Escolas medievais

### Escola de Oxford
Foi uma escola fundada por Roberto Grosseteste no século XI. Entre seus membros mais proeminentes estavam:
- Roger Bacon
- Duns Scotus
- Guilherme de Ockham
- Thomas de York
- John Peckham
- Richard de Middleton

### Escola de Chartres
Foi uma escola fundada no início do século XI por Fulberto de Chartres, bispo de Chartres e aluno de Gerberto de Aurillac (Papa Silvestre II), atingindo seu apogeu no século XII. Seus membros eram conhecidos como "Chartrains". Entre seus membros proeminentes podem ser encontrados:
- Ivo de Chartres
- Bernardo de Chartres
- Teodorico de Chartres
- Jean de Salisbury
- Gilbert de la Porrée
- Guilherme de Conches
- Bernardo Silvestre

### Escola de São Vítor
Foi uma escola fundada no século XII por Guillermo de Champeaux, adversário de Pedro Abelardo. Seus membros são conhecidos como "Victorinos". Teve como membros proeminentes:
- Hugo de São Vitor
- Achard de São Vitor
- André de São Vitor
- Ricardo de São Vitor
- Garnério de São Vítor
- Godofredo de São Vitor
- Thomas Gallus